# Wolfeboro (condado de Carroll)
Wolfeboro es un lugar designado por el censo ubicado en el condado de Carroll en el estado estadounidense de Nuevo Hampshire. En el Censo de 2010 tenía una población de 2838 habitantes y una densidad poblacional de 153,75 personas por km².

## Geografía
Wolfeboro se encuentra ubicado en las coordenadas 43°35′26″N 71°12′40″O / 43.59056, -71.21111. Según la Oficina del Censo de los Estados Unidos, Wolfeboro tiene una superficie total de 18.46 km², de la cual 17.61 km² corresponden a tierra firme y (4.59 %) 0.85 km² es agua.

## Demografía
Según el censo de 2010, había 2838 personas residiendo en Wolfeboro. La densidad de población era de 153,75 hab./km². De los 2838 habitantes, Wolfeboro estaba compuesto por el 97.57 % blancos, el 0.18 % eran afroamericanos, el 0.21 % eran amerindios, el 0.7 % eran asiáticos, el 0 % eran isleños del Pacífico, el 0.07 % eran de otras razas y el 1.27 % pertenecían a dos o más razas. Del total de la población el 1.52 % eran hispanos o latinos de cualquier raza.